# IC 4147
IC 4147 ist eine Spiralgalaxie vom Hubble-Typ Sd im Sternbild Coma Berenices am Nordsternhimmel, die schätzungsweise 306 Millionen Lichtjahre von der Milchstraße entfernt ist.
Das Objekt wurde am 27. Januar 1904 von Max Wolf entdeckt.